# Ruine Rosenberg
Die Ruine Rosenberg ist die Ruine einer Höhenburg über dem Weiler Burghalden nördlich von Herisau im Kanton Appenzell Ausserrhoden.
Die Burg wurde 1150 durch die Herren von Rorschach errichtet, die sich anschliessend nach ihrem Besitz von Rosenberg nannten und stets einen Rosenstrauch in ihrem Wappen hatten. Um 1303 hielten die Burgherren mit dem Abt von St. Gallen und 70 schwäbischen Vögten das Weihnachtsfest auf der Burg ab.
Während der Appenzellerkriege wurde die strategisch wichtige Anlage von Aufständischen in Brand gesetzt und danach nicht wieder aufgebaut. Um die Mitte des 15. Jahrhunderts kam die Ruine in den Besitz der Abtei St. Gallen, die bis zur Säkularisation 1803 Eigentümerin blieb. Heute gehört die Ruine Rosenberg der Gemeinde Herisau.
Über die ursprüngliche Form der Anlage kann nur spekuliert werden, da die einzige existierende Zeichnung etwa 300 Jahre alt ist. Sicher ist hingegen, dass es in Anbetracht der dort abgehaltenen Feste ein Juwel der Abtei St. Gallen war. Der starke Bergfried diente als Sitz der Herren von Rosenberg, einem Rorschacher Geschlecht, und stand sehr wahrscheinlich nicht allein da.
Von den gegenüberstehenden Schlössern Oberberg und Rosenburg diente die letztere Anlage lange Zeit als Versorgungs- und Wirtschaftskomplex für Rosenberg. Einer Sage zufolge wurde sie lediglich von einem einzelnen Bauern bewohnt.